# Улица Александра Солженицына (Москва)
У́лица Алекса́ндра Солжени́цына (до 1919 года — Больша́я Алексе́евская у́лица, с 1924 по 2008 год — Больша́я Коммунисти́ческая у́лица) — радиальная улица в Таганском районе Центрального административного округа города Москвы. Проходит от Таганской площади до Андроньевской площади. К улице примыкают: с нечётной (северной) стороны улица Станиславского (бывшая Малая Коммунистическая), Коммунистический переулок, с чётной (южной) Большой Факельный переулок, Добровольческий переулок. Одна из немногих улиц Москвы, в целом сохранившая застройку XVIII—XIX веков.

## Происхождение названия
Историческое название Большая Алексеевская было дано по церкви Алексия Митрополита «что за Яузой» (улица Станиславского, 29 / Николоямская улица, 60) и Алексеевской слободе XVII века. Позже, в XIX веке, на Алексеевских улицах обосновалась купеческая династия Алексеевых (см. Алексеев, Николай Александрович, Станиславский, Константин Сергеевич).

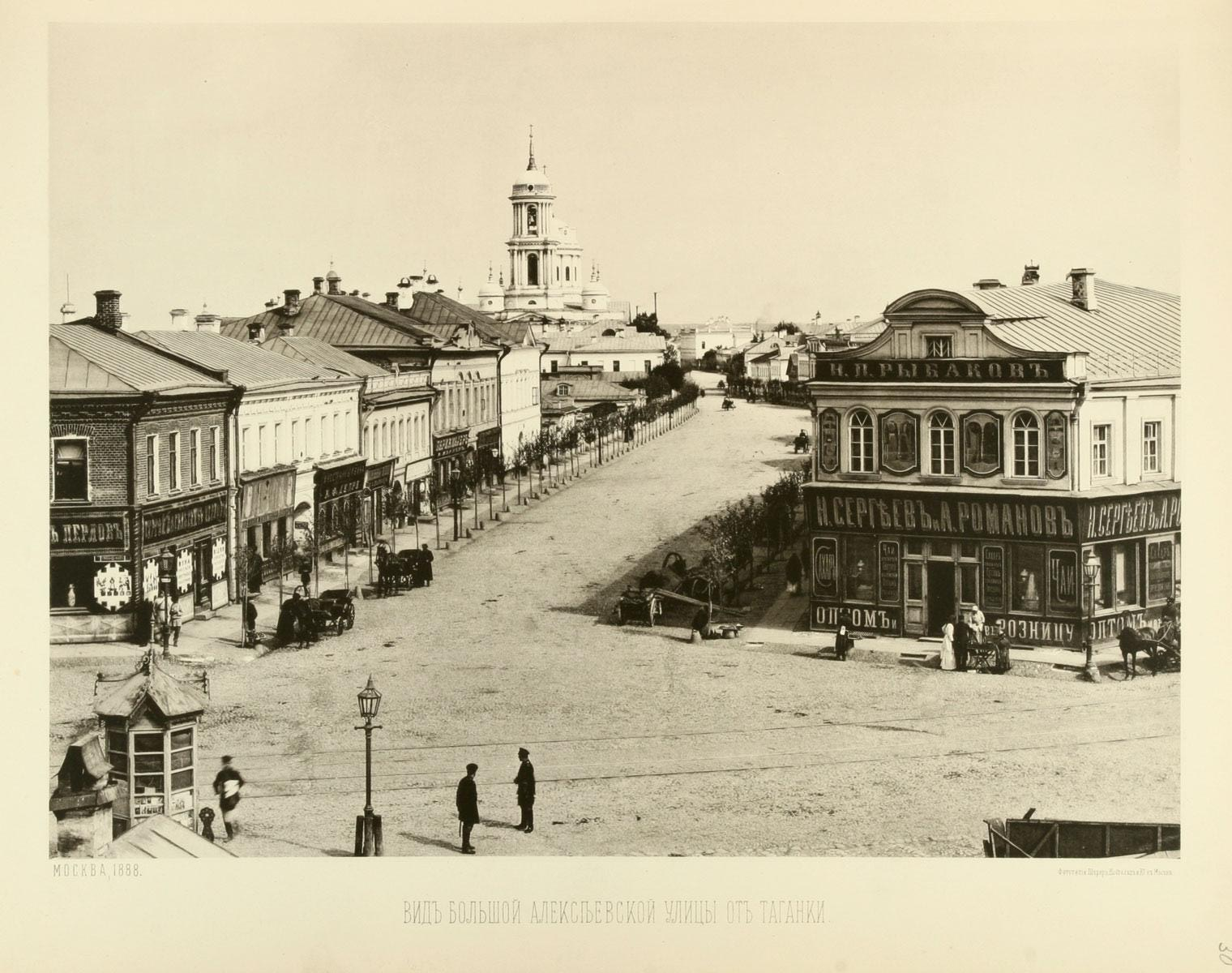
Большая Алексеевская улица в 1888 году

Вопрос о переименовании Большой и Малой Коммунистических улиц поднимался неоднократно. В 2005 году Малой Коммунистической вместо исторического «Малая Алексеевская» было присвоено имя «улица Станиславского» (это имя в советские годы носил Леонтьевский переулок). Название «Большая Коммунистическая» сохранилось на карте до августа 2008 года, когда вышло постановление о её переименовании в честь Александра Солженицына.
Появление улицы имени Солженицына в Москве в 2008 году противоречило закону «О наименовании территориальных единиц, улиц и станций метрополитена» в действовавшей тогда редакции, по которому такие переименования допускались не ранее чем через 10 лет после смерти персоналии. Однако 7 августа 2008 года председатель Мосгордумы Владимир Платонов в эфире «Эхо Москвы» заявил, что в этот закон готовятся поправки. В текущей редакции закона в статье 9 есть фраза «за исключением случаев, когда такое присвоение рекомендовано Президентом Российской Федерации и (или) Мэром Москвы».

## Примечательные здания и сооружения
По нечётной стороне:

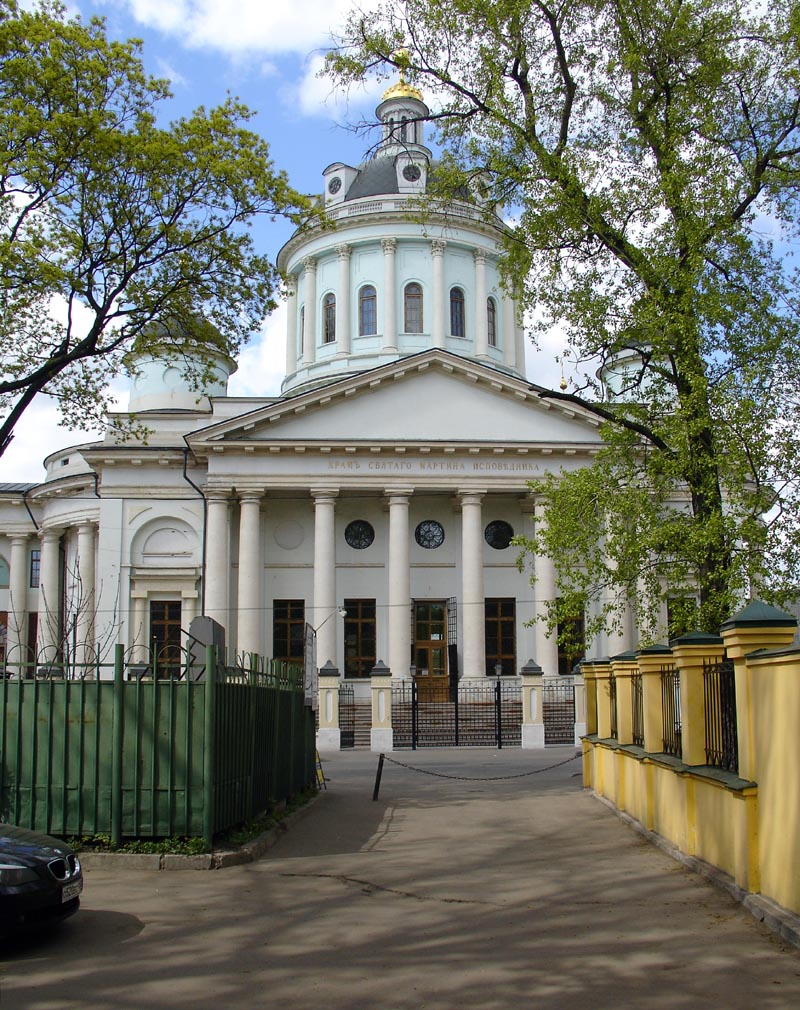
№ 15, храм Мартина Исповедника

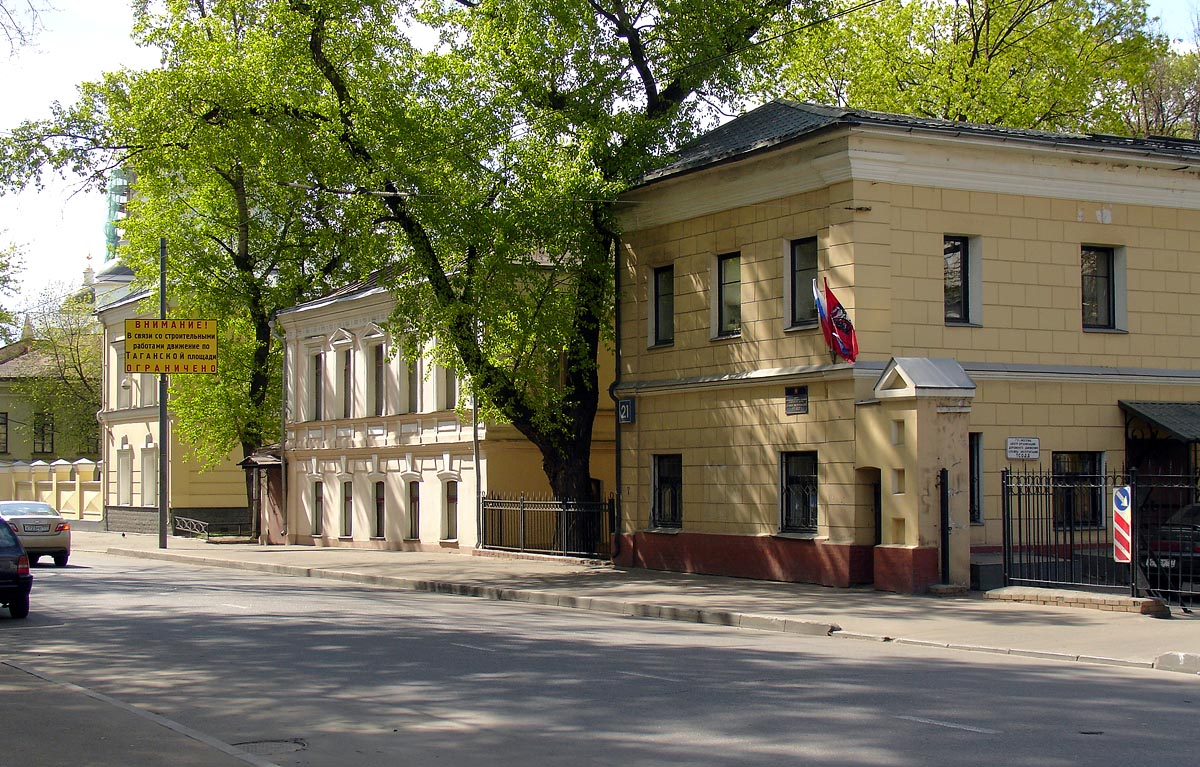
№ 17-23, застройка XIX века

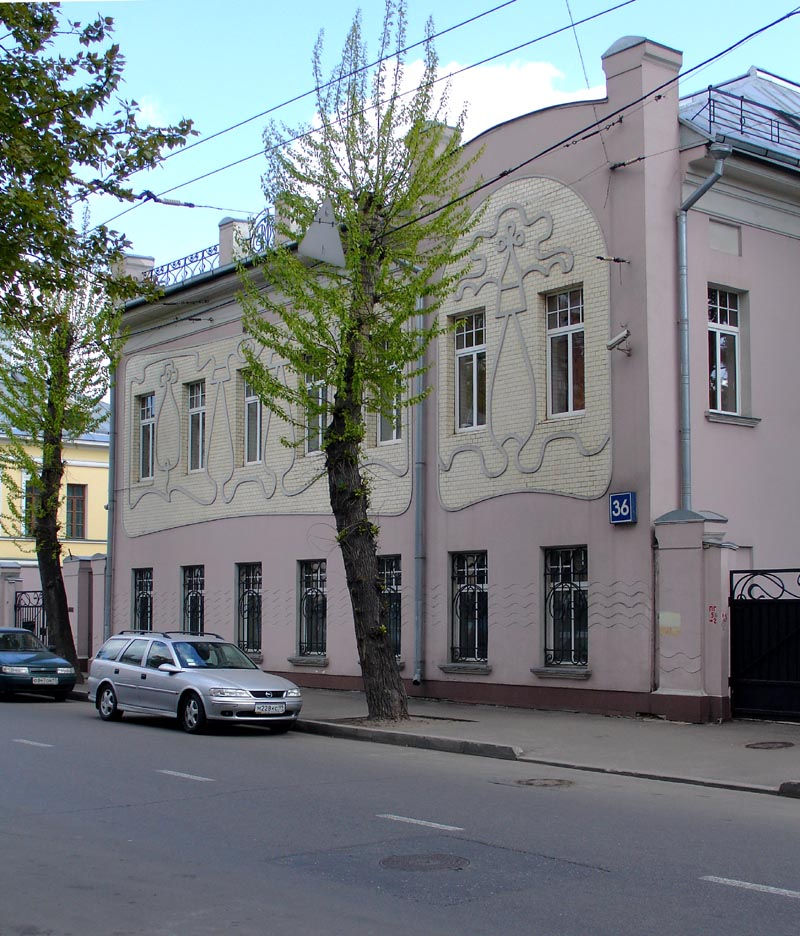
№ 36

- № 1/5 — жилой дом купцов Горловых, построен в 1867 году, архитектор И. П. Миронов (в основе дом XVIII века[источник не указан 1390 дней]), объект культурного наследия регионального значения[8].
- № 3 — жилой дом купца М. З. Быкова, построен в 1774—1802 годах, объект культурного наследия регионального значения[9].
- № 5 — городская усадьба купца А. П. Заборова, построена в конце XVIII — первой трети XIX веков, объект культурного наследия регионального значения[10].
- № 9, 9, стр. 1 — Городская усадьба А. В. Полежаевой — Зубовых, XVIII—XIX веков. Дом купца, коллекционера древностей Василия Зубова и его сына, Павла Васильевича — химика и нумизмата. Объект культурного наследия регионального значения[11]. В доме жил философ, историк науки, искусствовед, энциклопедист и переводчик В. П. Зубов (мемориальная доска, 1968, архитектор Г. П. Белов)[12].
- № 11 — городская усадьба XVIII—XIX веков Пелагеи Кононовой, объект культурного наследия федерального значения[13].
- 11 декабря 2018 года в сквере между домами 11 и 13 открыт памятник Александру Солженицыну (скульптор Андрей Ковальчук).
- № 13 — городская усадьба XVIII века, в середине XIX века принадлежала городскому голове, «мануфактур-советнику, почетному гражданину и кавалеру» Ивану Алексеевичу Колесову. Ныне — институт бизнеса и политики, также в настоящее время в здании располагается кафе «Венский штрудель».
- № 15/2 — храм Мартина Исповедника, конца XVIII — начала XIX века, архитектор Р. Р. Казаков. Построен на средства купца первой гильдии Василия Яковлевича Жигарева, городского головы в 1795—1798 годах.
- № 17, 19, 21 — двухэтажные дома XIX века.
- № 23б, 23 — трёхэтажные дома XIX века. В советское время — завод «Полиграфприбор».
- № 25 (стр. 1, 1а, 1б) — городская усадьба XVIII—XIX веков, ныне — Институт системного программирования РАН.
- № 27 — городская усадьба А. А. Морозова — Н. А. Алексеева, XIX — начало XX веков. Выстроено, очевидно, в конце 1820-х — начале 1830-х годов купцами Василием и Павлом Челышевыми, перестроено в 1905 году по проекту архитектора С. У. Соловьёва, при участии архитектора Н. Н. Чернецова, в советское время перестроено для использования под жильё. С 1963 году в здании располагается ВНИИСинтезбелок — Всесоюзный научно-исследовательский институт биосинтеза белковых веществ.
- № 29/18 — городская усадьба Алексеевых, владельцев золотоканительной фабрики — дом, где родился К. С. Станиславский. Перестройку дома в 1907 году осуществил архитектор В. В. Шервуд.
- № 31—33 — двух- и трёхэтажная застройка XIX века.

По чётной стороне:
- № 2/1 (угол с Таганской улицей) — универмаг «Звёздочка», бывшие торговые ряды Гусятникова с жилым домом.
- № 2а — городская усадьба XVIII—XIX веков, принадлежала купчихе П. С. Крестовниковой.
- № 4 — городская усадьба купца П. С. Степанова начала XIX века, ныне — представительство Кабардино-Балкарии.
- № 6 — городская усадьба начала XIX века; ограда — архитектор А. Н. Стратилатов, ныне — управление 2-го батальона полка ДПС, ГИБДД и УВД Центрального административного округа города Москвы
- № 14, стр. 1 — доходный дом в стиле модерн, построен в 1914 году, архитектор В. Морозов, выявленный объект культурного наследия[14].
- № 16 — двухэтажные дома XIX века.
- № 18 — дом М. А. Лоскутова конца XVIII—XIX века. (1880)
- № 20 - частная школа чаеторговцев Жигаревых (1820, 1917). 4-е Рогожское мужское училище
- № 20, стр. 1 — здание народного училища для прихожан церкви Мартина Исповедника конца XVIII века.
- № 22/2, 24 — жилые дома середины XX века. В доме № 24 жил физиолог М. Х. Чайлахян[15].
- № 30 — жилой дом конца XVIII века, принадлежавший купцу И. П. Кузнецову[16]. Перестроен в 1911 году архитектором В. В. Иорданом. С 1918 по 1978 в здании располагалась Центральная библиотека имени В. О. Ключевского.
- № 34 — Городская усадьба С. К. Васильева, XVIII — начало XX веков.
- № 36, стр. 1 — главный дом городской усадьбы, XVIII—XIX веков[17]. Двухэтажный особняк в стиле модерн (перестройка в стиле модерн проведена в 1911 году).
- № 36, стр. 4 — Двухэтажное здание с первым этажом из камня и вторым деревянным, 1910 года.
- № 38 — жилой дом А. А. Денисова, первая половина XIX века.
- № 40, 42, 46, 48 — двухэтажные дома XIX века.

## Транспорт
Электробусный маршрут № т53 до станций метро «Таганская», «Марскистская», от и до «Римская», «Площадь Ильича», автобусный маршрут № 567. Движение одностороннее к метро «Таганская», «Марксистская».

## Интересные факты
- На храме Мартина Исповедника висит табличка с дореволюционным адресом — «Большая Алексеевская улица, 15».
- Улица Солженицына описана в эссе Егора Холмогорова «Улица Солженицына», опубликованном в № 12 журнала «Новый мир» за 2018 год.[значимость факта?]